# Caspar Weckerlin
Caspar Weckerlin (auch Weckherlin; * um 1580 in Straßburg; † nach 1616) war ein deutscher Mediziner.

## Leben
Über Weckerlins Leben ist nicht viel bekannt. 1606 wurde er an der Universität Straßburg zum Dr. phil. promoviert. 1613 war er Respondent einer medizinischen Disputation unter dem Vorsitz von Otto Heurnius an der Universität Leiden, und am 14. August 1615 wurde er an der Universität Basel zum Dr. med. promoviert.
Aus dem Jahr 1616 sind noch drei Briefe von ihm an Caspar Bauhin überliefert: zwei Briefe aus Straßburg und einer aus Rottenburg am Neckar vom 30. August 1616 sein weiteres Schicksal ist unklar.

## Werke
- Disputatio medica de variolarum et morbillorum natura ac curatione. Haestens, Leiden 1613, Digitalisat (Stadtbibliothek Lübeck)
- Quaestiones Medicae Variae. Genathius, Basel 1615, Digitalisat (Staatsbibliothek Berlin)